# EHF European League (maschile)
La EHF European League è la seconda competizione europea di pallamano maschile per club in ordine di importanza dopo la Champions League. È organizzata dall'EHF ed è riservata ai club meglio piazzati nei campionati di massima divisione appartenenti alle Federazioni di pallamano affiliate alla EHF; essa vide la luce nel 1981.
A oggi, THW Kiel, Frisch Auf Göppingen e SC Magdeburgo sono le squadre che vantano più titoli vinti con 4 trofei.
Attuale club detentore della coppa è il SG Flensburg-Handewitt che ha battuto in finale il Füchse Berlino per 36-31.

## Denominazione
- 1981 - 1993: IHF Cup
- 1993 - 2020: EHF Cup
- 2020 - oggi: EHF European League

## Storia
La IHF Cup venne istituita nel 1981 dalla International Handball Federation; il primo titolo fu vinto dal VfL Gummersbach.

Nel 1993 il torneo viene ridenominato EHF Cup e l'organizzazione passò in seno alla European Handball Federation.

Dalla stagione 2012-2013 la competizione si è fusa con la Coppa delle Coppe cambiando il formato di svolgimento della stessa.

Nel 2020 la EHF vara una riforma delle coppe europee: la EHF Cup viene ridenominata European League e mantiene il formato che era in uso dal 2012.

## Formato della manifestazione

### Svolgimento della competizione
La EHF European League è articolata su quattro fasi e più precisamente:
- Turni di qualificazione
- Fase a gironi
- Quarti di finale
- Final Four

#### Turni di qualificazione
Vengono disputati di norma tre turni di qualificazione e vengono disputati con la formula dell'eliminazione diretta con gara di andata e ritorno.

#### Fase a gironi
A questa fase vi partecipano 16 squadre che sono divise in 4 gironi da 4 club ciascuno e vengono disputato con la formula del girone all'italiana con partite di andata e ritorno.

Ai fini della determinazione del punteggio finale in ogni girone, il sistema di assegnazione punti è il seguente:
- 2 punti per la vittoria;
- 1 punto per il pareggio;
- 0 punti per la sconfitta.

Qualora in caso di parità di punti fosse necessario stabilire la precedenza tra due squadre, si terrà conto nell'ordine dei fattori come segue:
- differenza reti generale
- gol segnati;
- reti segnate;
- punti realizzati nello scontro diretto;
- differenza reti nello scontro diretto;
- gol segnati nello scontro diretto.

Accedono alla fase successiva le prime di ogni gruppo e le tre miglior seconde.

#### Quarti di finale
Ai quarti di finale del torneo prendono parte 6 club qualificate dalla fase a gironi.

I quarti di finale vengono disputati con la formula dell'eliminazione diretta con partite di andata e ritorno in cui le squadre meglio classificate nella fase a gironi giocano la gara di ritorno in casa.

#### Final four
A partire dalla stagione 2012-2013 vengono disputate le final four della manifestazione.
Vi prendono parte le 3 squadre qualificate dai quarti di finale più il club che organizza il torneo finale decretato a sorteggio dalle sette squadre qualificate per il turno precedente. Generalmente si disputano tra la fine di maggio e l'inizio di giugno con la formula dell'eliminazione diretta tramite singola gara.
Le vincenti delle due semifinali accedono alla finale per il 1º e per il 2º posto mentre le sconfitte giocano la finalina per il 3º e per il 4º posto. La vincente della finale per il 1º e 2º posto è proclamata campione della EHF Cup.

## Statistiche
Aggiornate alla stagione 2023-2024.

### Albo d'oro
| Edizione                                              | Data                                           | Vincitore                | Punteggio                        | Finalista                   | Sede/i finale/i                                   | Spettatori               |                      |
| ----------------------------------------------------- | ---------------------------------------------- | ------------------------ | -------------------------------- | --------------------------- | ------------------------------------------------- | ------------------------ | -------------------- |
| Dal 1981 al 1993 la competizione è denominata IHF Cup |                                                |                          |                                  |                             |                                                   |                          |                      |
| 1981 - 1982                                           | 2 maggio 1981                                  | VfL Gummersbach          | 23 - 14                          | RK Jeleznicar Nis           | Dortmund                                          |                          |                      |
| 1982 - 1983                                           | Andata: 24 aprile 1982 Ritorno: 1º maggio 1982 | ZTR Zaporižžja           | Andata: 22 - 20 Ritorno: 23 - 16 | IFK Karlskrona              | Andata: Zaporižžja Ritorno: Karlskrona            |                          |                      |
| 1983 - 1984                                           | Andata: 24 marzo 1984 Ritorno: 1º aprile 1984  | TV Grosswallstadt        | Andata: 16 - 15 Ritorno: 20 - 19 | Gladsaxe HG                 | Andata: Großwallstadt Ritorno: Gladsaxe           |                          |                      |
| 1984 - 1985                                           |                                                | HC Minaur Baia Mare      | Andata: 22 - 17 Ritorno: 14 - 18 | ZTR Zaporižžja              | Andata: Baia Mare Ritorno: Zaporižžja             |                          |                      |
| 1985 - 1986                                           | Andata: 3 maggio 1986 Ritorno: 10 maggio 1986  | Győri ETO                | Andata: 23 - 17 Ritorno: 20 - 24 | CB Calpisa Alicante         | Andata: Győr Ritorno: Alicante                    |                          |                      |
| 1986 - 1987                                           |                                                | Granitas Kaunas          | Andata: 23 - 17 Ritorno: 20 - 24 | BM Atletico Madrid          | Andata: Madrid Ritorno: Kaunas                    |                          |                      |
| 1987 - 1988                                           | Andata: 14 maggio 1988 Ritorno: 22 maggio 1988 | HC Minaur Baia Mare      | Andata: 20 - 21 Ritorno: 23 - 20 | Granitas Kaunas             | Andata: Kaunas Ritorno: Baia Mare                 |                          |                      |
| 1988 - 1989                                           |                                                | TuRU Düsseldorf          | Andata: 17 - 12 Ritorno: 15 - 18 | ASK Vorwärts Francoforte    | Andata: Düsseldorf Ritorno: Francoforte sull'Oder |                          |                      |
| 1989 - 1990                                           |                                                | SKIF Krasnodar           | Andata: 29 - 13 Ritorno: 15 - 18 | RK Proleter Zrenjanin       | Andata: Krasnodar Ritorno: Zrenjanin              |                          |                      |
| 1990 - 1991                                           | Andata: 12 maggio 1991 Ritorno: 19 maggio 1991 | RK Borac Banja Luka      | Andata: 20 - 15 Ritorno: 23 - 24 | CSKA Mosca                  | Andata: Banja Luka Ritorno: Mosca                 |                          |                      |
| 1991 - 1992                                           | Andata: 3 maggio 1992 Ritorno: 10 maggio 1992  | SG Wallau-Massenheim     | Andata: 20 - 15 Ritorno: 23 - 24 | SKA Minsk                   | Andata: Hofheim am Taunus Ritorno: Minsk          |                          |                      |
| 1992 - 1993                                           | Andata: 23 maggio 1993 Ritorno: 30 maggio 1993 | Club Balonmano Cantabria | Andata: 20 - 24 Ritorno: 26 - 20 | Bayer Dormagen              | Andata: Santander Ritorno: Dormagen               |                          |                      |
| Dal 1993 al 2020 la competizione è denominata EHF Cup |                                                |                          |                                  |                             |                                                   |                          |                      |
| 1993 - 1994                                           | Andata: 22 aprile 1994 Ritorno: 6 maggio 1994  | CB Alzira Avidesa        | Andata: 23 - 19 Ritorno: 21 - 22 | ASKÖ Linz                   | Andata: Alzira Ritorno: Linz                      |                          |                      |
| 1994 - 1995                                           | Andata: 15 aprile 1995 Ritorno: 23 aprile 1995 | BM Granollers            | Andata: 26 - 24 Ritorno: 23 - 21 | Polyot Cheljabinsk          | Andata: Čeljabinsk Ritorno: Granollers            | And.: 2.200 Rit.: 5.500  |                      |
| 1995 - 1996                                           | Andata: 21 aprile 1996 Ritorno: 28 aprile 1996 | BM Granollers            | Andata: 28 - 18 Ritorno: 23 - 21 | Shakhtar Akademiya Donetsk  | Andata: Granollers Ritorno: Donec'k               | And.: 4.000 Rit.: 3.000  |                      |
| 1996 - 1997                                           | Andata: 13 aprile 1997 Ritorno: 28 aprile 1997 | SG Flensburg-Handewitt   | Andata: 22 - 25 Ritorno: 30 - 17 | Virum Sorgenfri             | Andata: Brøndby Ritorno: Flensburgo               | And.: 5.000 Rit.: 3.500  |                      |
| 1997 - 1998                                           | Andata: 18 aprile 1998 Ritorno: 28 aprile 1998 | THW Kiel                 | Andata: 23 - 25 Ritorno: 26 - 21 | SG Flensburg-Handewitt      | Andata: Flensburgo Ritorno: Kiel                  | And.: 3.500 Rit.: 7.300  |                      |
| 1998 - 1999                                           | Andata: 11 aprile 1999 Ritorno: 18 aprile 1999 | SC Magdeburgo            | Andata: 21 - 25 Ritorno: 33 - 22 | CB Valladolid               | Andata: Valladolid Ritorno: Magdeburgo            | And.: 3.500 Rit.: 7.000  |                      |
| 1999 - 2000                                           | Andata: 22 aprile 2000 Ritorno: 29 aprile 2000 | RK Metkovic              | Andata: 24 - 22 Ritorno: 23 - 25 | SG Flensburg-Handewitt      | Andata: Metković Ritorno: Flensburgo              | And.: 4.000 Rit.: 3.500  |                      |
| 2000 - 2001                                           | Andata: 22 aprile 2001 Ritorno: 28 aprile 2001 | SC Magdeburgo            | Andata: 23 - 22 Ritorno: 28 - 18 | RK Metkovic                 | Andata: Magdeburgo Ritorno: Metković              | And.: 6.800 Rit.: 4.000  |                      |
| 2001 - 2002                                           | Andata: 20 aprile 2002 Ritorno: 28 aprile 2002 | THW Kiel                 | Andata: 36 - 29 Ritorno: 24 - 28 | FC Barcelona                | Andata: Kiel Ritorno: Barcellona                  | And.: 9.000 Rit.: 5.800  |                      |
| 2002 - 2003                                           | Andata: 27 aprile 2003 Ritorno: 3 maggio 2003  | FC Barcelona             | Andata: 35 - 23 Ritorno: 33 - 26 | Lukoil-Dynamo Astrakhan     | Andata: Astrachan' Ritorno: Barcellona            | And.: 2.000 Rit.: 5.000  |                      |
| 2003 - 2004                                           | Andata: 17 aprile 2004 Ritorno: 24 aprile 2004 | THW Kiel                 | Andata: 32 - 28 Ritorno: 27 - 19 | BM Altea                    | Andata: Altea Ritorno: Kiel                       | And.: 1.200 Rit.: 10.000 |                      |
| 2004 - 2005                                           | Andata: 30 aprile 2005 Ritorno: 7 maggio 2005  | TUSEM Essen              | Andata: 22 - 30 Ritorno: 31 - 22 | SC Magdeburgo               | Andata: Magdeburgo Ritorno: Oberhausen            | And.: 6.500 Rit.: 6.500  |                      |
| 2005 - 2006                                           | Andata: 23 aprile 2006 Ritorno: 30 aprile 2006 | TBV Lemgo                | Andata: 30 - 29 Ritorno: 25 - 22 | Frisch Auf Göppingen        | Andata: Göppingen Ritorno: Lemgo                  | And.: 4.000 Rit.: 5.000  |                      |
| 2006 - 2007                                           | Andata: 21 aprile 2007 Ritorno: 29 aprile 2007 | SC Magdeburgo            | Andata: 30 - 30 Ritorno: 31 - 28 | CB Aragona                  | Andata: Saragozza Ritorno: Magdeburgo             | And.: 11.000 Rit.: 8.000 |                      |
| 2007 - 2008                                           | Andata: 4 maggio 2008 Ritorno: 11 maggio 2008  | HSG Nordhorn             | Andata: 31 - 27 Ritorno: 29 - 30 | FCK Handbold A/S Copenaghen | Andata: Nordhorn Ritorno: Frederiksberg           | And.: 4.200 Rit.: 1.100  |                      |
| 2008 - 2009                                           | Andata: 23 maggio 2009 Ritorno: 1º giugno 2009 | VfL Gummersbach          | Andata: 29 - 28 Ritorno: 26 - 22 | RK Gorenje Velenje          | Andata: Velenje Ritorno: Colonia                  | And.: 1.800 Rit.: 14.400 |                      |
| 2009 - 2010                                           | Andata: 23 maggio 2010 Ritorno: 29 maggio 2010 | TBV Lemgo                | Andata: 24 - 18 Ritorno: 28 - 30 | Kadetten Schaffhausen       | Andata: Lemgo Ritorno: Sciaffusa                  | And.: 4.900 Rit.: 1.500  |                      |
| 2010 - 2011                                           | Andata: 15 maggio 2011 Ritorno: 21 maggio 2011 | Frisch Auf Göppingen     | Andata: 23 - 21 Ritorno: 30 - 26 | TV Grosswallstadt           | Andata: Göppingen Ritorno: Elsenfeld              | And.: 5.000 Rit.: 2.600  |                      |
| 2011 - 2012                                           | Andata: 19 maggio 2012 Ritorno: 24 maggio 2012 | Frisch Auf Göppingen     | Andata: 26 - 26 Ritorno: 34 - 28 | Dunkerque HB                | Andata: Dunkerque Ritorno: Göppingen              | And.: 2.500 Rit.: 5.600  |                      |
| 2012 - 2013                                           | 19 maggio 2013                                 | Rhein-Neckar Löwen       | 26 - 24                          | HBC Nantes                  | Nantes                                            | 5.000                    |                      |
| 2013 - 2014                                           | 18 maggio 2014                                 | SC Pick Szeged           | 29 - 28                          | Montpellier                 | Berlino                                           | 7.000                    |                      |
| 2014 - 2015                                           | 17 maggio 2015                                 | Füchse Berlino           | 30 - 27                          | HSV Amburgo                 | Berlino                                           | 8.206                    |                      |
| 2015 - 2016                                           | 15 maggio 2016                                 | Frisch Auf Göppingen     | 32 - 26                          | HBC Nantes                  | Nantes                                            | 4.483                    |                      |
| 2016 - 2017                                           | 21 maggio 2017                                 | Frisch Auf Göppingen     | 30 - 22                          | Füchse Berlino              | Göppingen                                         | 4.500                    |                      |
| 2017 - 2018                                           | 20 maggio 2018                                 | Füchse Berlino           | 28 - 25                          | Saint-Raphaël Var Handball  | Magdeburgo                                        | 6.000                    |                      |
| 2018 - 2019                                           | 18 maggio 2019                                 | THW Kiel                 | 26 - 22                          | Füchse Berlino              | Kiel                                              | 10.250                   |                      |
| 2019 - 2020                                           | Titolo non assegnato                           | Titolo non assegnato     | Titolo non assegnato             | Titolo non assegnato        | Titolo non assegnato                              | Titolo non assegnato     | Titolo non assegnato |
| Dal 2020 la competizione è denominata European League |                                                |                          |                                  |                             |                                                   |                          |                      |
| 2020 - 2021                                           | 23 maggio 2021                                 | SC Magdeburgo            | 28 - 25                          | Füchse Berlino              | Mannheim                                          | 0                        |                      |
| 2021 - 2022                                           | 29 maggio 2022                                 | Benfica                  | 40 - 39                          | SC Magdeburgo               | Lisbona                                           | 5.055                    |                      |
| 2022 - 2023                                           | 28 maggio 2023                                 | Füchse Berlino           | 36 - 31                          | Granollers                  | Flensburg                                         | 4.300                    |                      |
| 2023 - 2024                                           | 26 maggio 2024                                 | SG Flensburg-Handewitt   | 36 - 31                          | Füchse Berlino              | Amburgo                                           | 10.050                   |                      |

### Riepilogo edizioni vinte per squadra
| Numero | Club                     | Anni                               |
| ------ | ------------------------ | ---------------------------------- |
| 4      | SC Magdeburgo            | 1998-99, 2000-01, 2006-07, 2020-21 |
| 4      | THW Kiel                 | 1997-98, 2001-02, 2003-04, 2018-19 |
| 4      | Frisch Auf Göppingen     | 2010-11, 2011-12, 2015-16, 2016-17 |
| 3      | Füchse Berlino           | 2014-15, 2017-18, 2022-23          |
| 2      | SG Flensburg-Handewitt   | 1996-97, 2023-24                   |
| 2      | TBV Lemgo                | 2005-06, 2009-10                   |
| 2      | VfL Gummersbach          | 1981-82, 2008-09                   |
| 2      | BM Granollers            | 1994-95, 1995-96                   |
| 2      | HC Minaur Baia Mare      | 1984-85, 1987-88                   |
| 1      | SL Benfica               | 2021-22                            |
| 1      | SC Pick Szeged           | 2013-14                            |
| 1      | Rhein-Neckar Löwen       | 2012-13                            |
| 1      | HSG Nordhorn             | 2007-08                            |
| 1      | TUSEM Essen              | 2004-05                            |
| 1      | FC Barcelona             | 2002-03                            |
| 1      | RK Metković              | 1999-00                            |
| 1      | CB Alzira Avidesa        | 1993-94                            |
| 1      | Club Balonmano Cantabria | 1992-93                            |
| 1      | SG Wallau-Massenheim     | 1991-92                            |
| 1      | RK Borac Banja Luka      | 1990-91                            |
| 1      | SKIF Krasnodar           | 1989-90                            |
| 1      | TuRU Düsseldorf          | 1988-89                            |
| 1      | Granitas Kaunas          | 1986-87                            |
| 1      | Győri ETO                | 1985-86                            |
| 1      | TV Grosswallstadt        | 1983-84                            |
| 1      | ZTR Zaporižžja           | 1982-83                            |

### Riepilogo edizioni vinte per nazione
| Numero | Nazioni          | Club |
| ------ | ---------------- | --- |
| 27     | Germania         | Frisch Auf Göppingen - 4 titoli SC Magdeburgo - 4 titoli THW Kiel - 4 titoli Füchse Berlino - 3 titoli TBV Lemgo - 2 titoli VfL Gummersbach - 2 titoli SG Flensburg-Handewitt - 2 titoli HSG Nordhorn - 1 titolo SG Wallau-Massenheim - 1 titolo Rhein-Neckar Löwen - 1 titolo TuRU Düsseldorf - 1 titolo TUSEM Essen - 1 titolo TV Grosswallstadt - 1 titolo |
| 5      | Spagna           | BM Granollers - 2 titoli CB Alzira Avidesa - 1 titolo CB Cantabria - 1 titolo FC Barcelona - 1 titolo |
| 3      | Unione Sovietica | Granitas Kaunas - 1 titolo SKIF Krasnodar - 1 titolo ZTR Zaporižžja - 1 titolo |
| 2      | Romania          | HC Minaur Baia Mare - 2 titolo |
| 2      | Ungheria         | Győri ETO - 1 titolo SC Pick Szeged - 1 titolo |
| 1      | Portogallo       | SL Benfica - 1 titolo |
| 1      | Croazia          | RK Metkovic - 1 titolo |
| 1      | Jugoslavia       | RK Borac Banja Luka - 1 titolo |